# 菲律賓穴粉蝨
菲律賓穴粉蝨（学名：Aleurolobus philippinensis）为粉蝨科穴粉蝨屬下的一个种。